# Death of the Family
«Death of the Family» (рус. Смерть семьи) — сюжетная арка-кроссовер в комиксах о Бэтмене, выпускаемых DC Comics. История посвящена возвращению Джокера во Вселенную DC и его попытке уничтожить всех близких герою людей, таких, как многочисленные Робины, Бэтгёрл и Женщина-кошка, его верный дворецкий Альфред Пенниуорт и комиссар Джеймс Гордон. Название сюжета отсылает к классической истории о Тёмном рыцаре «Смерть в семье», в которой Джокер убил Джейсона Тодда, являвшегося в тот момент Робином.

## Сюжет
Сюжет «Death of the Family» повествует о возвращении Джокера во вселенную New 52 после его единственного появления в  Detective Comics № 1, где новый злодей Куклодел ампутировал шуту лицо, а также о плане сумасшедшего клоуна уничтожить всех союзников Бэтмена. В план злодея входят новые вариации его самых известных преступлений, таких как выстрел в Барбару Гордон в сюжете Алана Мура The Killing Joke и отравление готэмского водохранилища в The Man Who Laughs.

## Выпуски
- Batman № 13—17
- Batgirl № 13—16
- Batman and Robin № 15—16
- Catwoman № 13—15
- Detective Comics № 15—16
- Nightwing № 15—16
- Red Hood and the Outlaws № 15-16
- Suicide Squad № 14—15
- Teen Titans № 15—16[3]

## Хронология и порядок изданий
Death of the Family
- 1. Batman #13
- 2. Batgirl #13
- 3. Catwoman #13
- 4. Batman #14
- 5. Batgirl #14
- 6. Suicide Squad #14
- 7. Catwoman #14
- 8. DC #15
- 9. Batman #15
- 10. Batgirl #15
- 11. Suicide Squad #15
- 12. Nightwing #15
- 13. Red Hood and the Outlaws #15
- 14. Batman and Robin #15
- 15. Teen Titans #15
- 16. DC #16
- 17. Batman #16
- 18. Batgirl #16
- 19. Batman and Robin #16
- 20. Nightwing #16
- 21. Red Hood and the Outlaws #16
- 22. Teen Titans #16
- 23. Batman #17

## Критика
Часть сюжета в серии Batman была очень хорошо принята критиками, и портал Comic Book Resources выдал редкую оценку в пять звёзд, восхищаясь интересной сюжетной линией и создаваемым серией чувством леденящего ужаса.